# Leptotarsus (Leptotarsus) tricinctus
Leptotarsus (Leptotarsus) tricinctus is een tweevleugelige uit de familie langpootmuggen (Tipulidae). De soort komt voor in het Australaziatisch gebied.